# Russo Passapusso
Roosevelt Ribeiro de Carvalho, conhecido como Russo Passapusso (Feira de Santana, 18 de setembro de 1983), é um cantor e compositor brasileiro. É membro da banda BaianaSystem e, tanto nela quanto na carreira solo, é conhecido pela mistura de ritmos como hip-hop, reggae, arrocha e samba de Recôncavo em suas composições.

## História
Seu pai trabalhava em pequenas plantações na cidade de Senhor do Bonfim, ao norte do estado da Bahia. A mãe, funcionária do Banco do Nordeste, que ao ser transferida para a capital baiana, fez com que Russo se mudasse a capital Salvador, onde trabalhou em telemarketing e como vendedor de uma loja de discos de vinil. 

## Carreira
Russo começou sua carreira dentro da banda BaianaSystem em 2008, lançando em 2010 o primeiro álbum, homônimo da banda, como vocalista criador conceitual, ao lado de Roberto Barreto.[carece de fontes?]
Sua carreira-solo se inicia em 2014, quando lança os singles "Paraquedas" e "Flor de Plástico" em seu site oficial, seguido do álbum "Paraíso da Miragem", lançado no mesmo ano. O disco é produzido pelos músicos paulistanos Curumin, Lucas Martins e Zé Nigro e conta com influências autobiográficas de Russo e ritmos que vêm do samba e do soul.
Foi uma das atrações musicais da cerimônia de entrega do Prêmio Sim à Igualdade Racial 2023, ao lado de BK', MC Soffia, Linn da Quebrada, Kaê Guajajara e Liniker.

## Discografia
| Álbuns e EP |                               |               |
| 2014        | Paraíso da Miragem            | Oloko Records |
| 2014        | Paraquedas \ Flor de Plástico | Oloko Records |